# La Serra de Ramonic
La Serra de Ramonic és un paratge del terme municipal de Conca de Dalt, a l'antic terme de Toralla i Serradell, al Pallars Jussà, en territori del poble de Toralla.
Està situat al sud-est del poble de Toralla, al nord de la partida de la Serra de Mateu i al sud de la d'Escauberes, a ponent de Baldoses.